# Казо Фрешет Анеран Камор
Казо Фрешет Анеран Камор (фр. Cazaux-Fréchet-Anéran-Camors) насеље је и општина у јужној Француској у региону Миди Пирене, у департману Горњи Пиринеји која припада префектури Бањер де Бигор.
По подацима из 2011. године у општини је живело 61 становника, а густина насељености је износила 4,94 становника/km². Општина се простире на површини од 12,35 km². Налази се на средњој надморској висини од 1150 метара (максималној 2.173 m, а минималној 908 m).

## Демографија
| 1962. | 1968. | 1975. | 1982. | 1990. | 1999. | 2011. |
| ----- | ----- | ----- | ----- | ----- | ----- | ----- |
| 55    | 64    | 57    | 48    | 35    | 44    | 61    |

График промене броја становника у току последњих година